# 안일주
안일주(1988년 5월 2일 ~ )는 대한민국의 축구 선수이며 포지션은 수비수이다.

## 축구인 경력

### 선수 경력
2011 K리그 드래프트를 통해 포항 스틸러스에 지명되어 프로 무대에 입성하였지만 데뷔 시즌 기회를 잡지 못하고 2012년 병역 의무 이행을 위해 상주 상무에 입단하였다. 하지만 상주에서도 큰 활약을 보이지 못한 채 2013년 원 소속팀 포항으로 복귀하였고 2013 시즌 종료 후 팀을 떠났다.
2014년 7월 부천 FC 1995에 입단하였다.
2016년 1월, 내셔널리그의 경주 한수원으로 이적하였다.
2017년 대전 시티즌으로 이적하였다.

## 수상

### 클럽

#### 상주 상무
- K리그 챌린지
  - 우승 1회 : 2013